# Bistum Kankan
Das Bistum Kankan (lat.: Dioecesis Kankanensis) ist eine in Guinea gelegene römisch-katholische Diözese mit Sitz in Kankan. Es umfasst den nordöstlichen Teil Guineas.

## Geschichte
Papst Pius XII. gründete die Apostolische Präfektur Kankan mit der Apostolischen Konstitution Evangelizationis operi am 12. Mai 1949 aus Gebietsabtretungen des Apostolischen Vikariats Französisch-Guinea.
Mit der Apostolischen Konstitution Cum in Apostolica wurde sie am 17. November 1993 zum Bistum erhoben.
Am 29. Juni 2023 gab das Bistum Kankan Gebietsanteile sowie jeweils mehr als die Hälfte seiner Gläubigen und seines Klerus zur Gründung des Bistums Guéckédou ab.

## Ordinarien

### Apostolische Präfekten von Kankan
- Maurizio Le Maillard CSSp (17. März 1950–1957)
- Jean B. Coudray CSSp (14. Dezember 1958–1979)

### Bischöfe von Kankan
- Vincent Coulibaly (17. November 1993 – 6. Mai 2003, dann Erzbischof von Conakry)
- Emmanuel Félémou (5. Januar 2007 – 1. März 2021)
- Alexis Aly Tagbino (seit 20. November 2021)